# Apremont-la-Forêt
Pour les articles homonymes, voir Apremont.
Apremont-la-Forêt est une commune française située dans le département de la Meuse, en région Grand Est. En dialecte, le village se nommait Apramon.

## Géographie
| - OpenStreetMap Limite communale. |

La commune fait partie du parc naturel régional de Lorraine.
| Han-sur-Meuse               | Varnéville                  | Varnéville          |
| Saint-Julien-sous-les-Côtes | Apremont-la-Forêt           | Varnéville          |
| Saint-Julien-sous-les-Côtes | Saint-Julien-sous-les-Côtes | Broussey-Raulecourt |

### Hydrographie

#### Réseau hydrographique
La commune est traversée par la ligne de partage des eaux entre les bassins versants du Rhin et de la Meuse au sein du bassin Rhin-Meuse. Elle est drainée par le ruisseau de Marbotte, le ruisseau de Bouquenelle, le ruisseau de Molentin et le ruisseau de Neuf Moulin,.

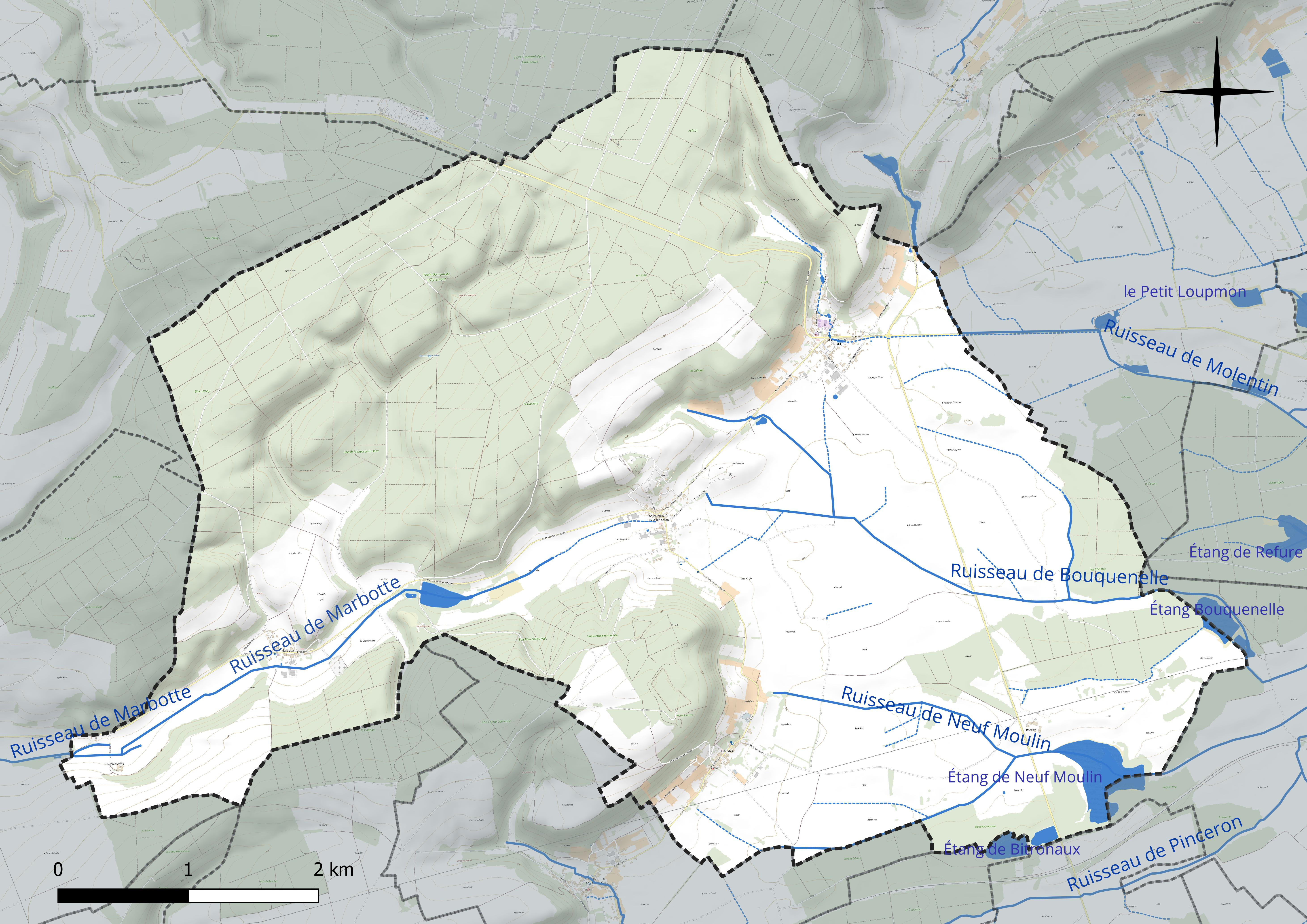
Réseau hydrographique d'Apremont-la-Forêt.

Trois plans d'eau complètent le réseau hydrographique : l'étang Bouquenelle, d'une superficie totale de 6,3 ha (1,1 ha sur la commune), l'étang de Neuf Moulin, d'une superficie totale de 20,8 ha (17,3 ha sur la commune) et l'étang de Ronval (4,6 ha),.

#### Gestion et qualité des eaux
Le territoire communal est couvert par le schéma d'aménagement et de gestion des eaux (SAGE) « Rupt de Mad, Esch, Trey ». Ce document de planification concerne les bassins versants du Rupt de Mad, de l’Esch et du Trey. Le périmètre a été arrêté le 2 juin 2014, la commission locale de l'eau (CLE) a été créée le 20 juin 2017, puis modifiée le 26 mars 20210. La structure porteuse de l'élaboration et de la mise en œuvre est le Parc naturel régional de Lorraine.
La qualité des cours d’eau peut être consultée sur un site dédié géré par les agences de l’eau et l’Agence française pour la biodiversité.

### Climat
Pour des articles plus généraux, voir Climat du Grand Est et Climat de la Meuse.
En 2010, le climat de la commune est de type climat des marges montargnardes, selon une étude du Centre national de la recherche scientifique s'appuyant sur une série de données couvrant la période 1971-2000. En 2020, Météo-France publie une typologie des climats de la France métropolitaine dans laquelle la commune est exposée à un climat océanique altéré et est dans la région climatique Lorraine, plateau de Langres, Morvan, caractérisée par un hiver rude (1,5 °C), des vents modérés et des brouillards fréquents en automne et hiver.
Pour la période 1971-2000, la température annuelle moyenne est de 9,4 °C, avec une amplitude thermique annuelle de 16,1 °C. Le cumul annuel moyen de précipitations est de 913 mm, avec 13,2 jours de précipitations en janvier et 9,3 jours en juillet. Pour la période 1991-2020, la température moyenne annuelle observée sur la station météorologique de Météo-France la plus proche, « Nonsard », sur la commune de Nonsard-Lamarche à 12 km à vol d'oiseau, est de 10,7 °C et le cumul annuel moyen de précipitations est de 690,8 mm. 
La température maximale relevée sur cette station est de 40,1 °C, atteinte le 25 juillet 2019 ; la température minimale est de −17 °C, atteinte le 1er mars 2005,,.
Les paramètres climatiques de la commune ont été estimés pour le milieu du siècle (2041-2070) selon différents scénarios d'émission de gaz à effet de serre à partir des nouvelles projections climatiques de référence DRIAS-2020. Ils sont consultables sur un site dédié publié par Météo-France en novembre 2022.

## Urbanisme

### Typologie
Au 1er janvier 2024, Apremont-la-Forêt est catégorisée commune rurale à habitat dispersé, selon la nouvelle grille communale de densité à sept niveaux définie par l'Insee en 2022.
Elle est située hors unité urbaine et hors attraction des villes,.

### Occupation des sols
L'occupation des sols de la commune, telle qu'elle ressort de la base de données européenne d’occupation biophysique des sols Corine Land Cover (CLC), est marquée par l'importance des forêts et milieux semi-naturels (49,7 % en 2018), en diminution par rapport à 1990 (50,6 %). La répartition détaillée en 2018 est la suivante : 
forêts (49,6 %), terres arables (33,4 %), prairies (12,6 %), zones agricoles hétérogènes (1,9 %), zones urbanisées (1,6 %), eaux continentales (0,8 %), milieux à végétation arbustive et/ou herbacée (0,1 %). L'évolution de l’occupation des sols de la commune et de ses infrastructures peut être observée sur les différentes représentations cartographiques du territoire : la carte de Cassini (XVIIIe siècle), la carte d'état-major (1820-1866) et les cartes ou photos aériennes de l'IGN pour la période actuelle (1950 à aujourd'hui).

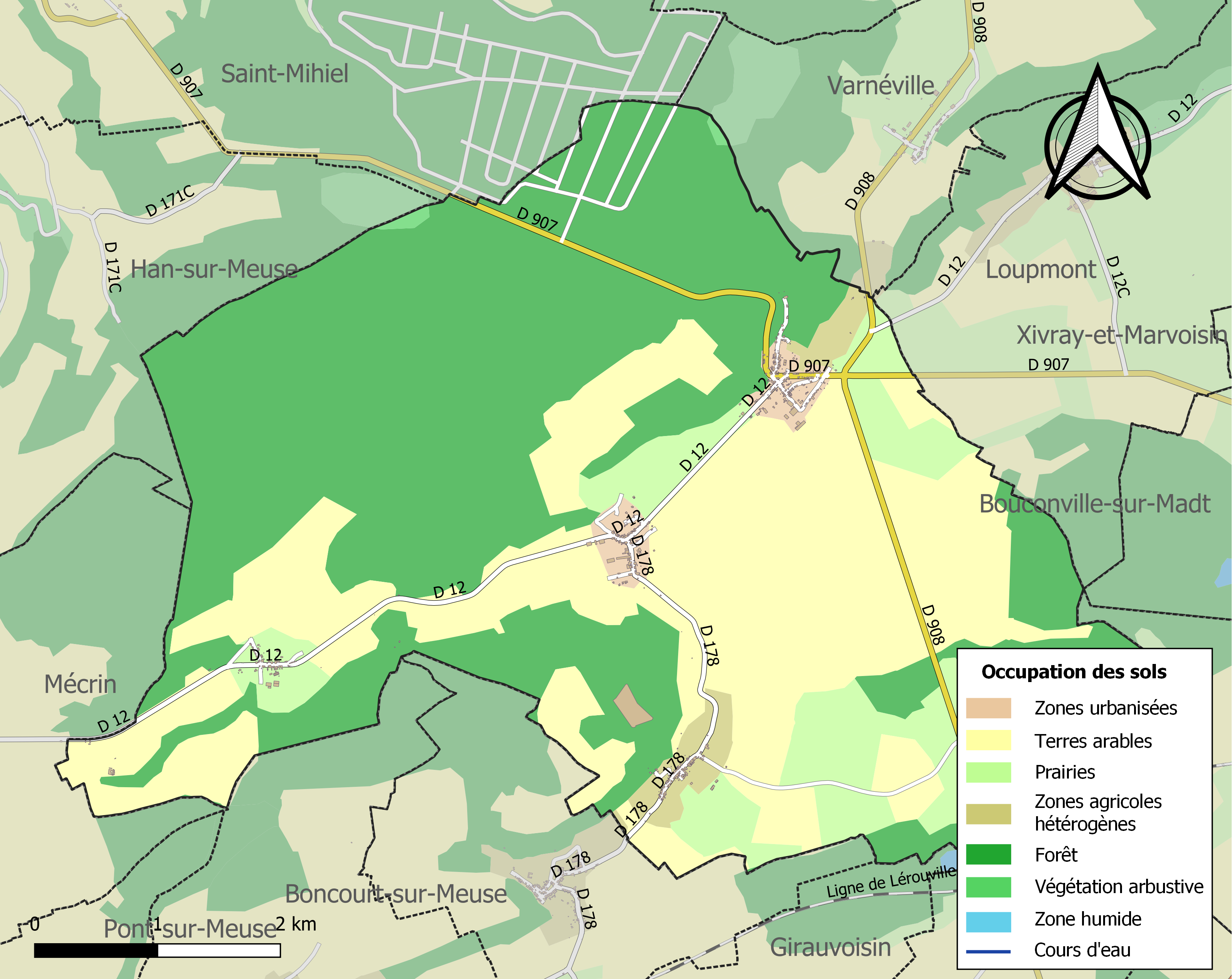
Carte des infrastructures et de l'occupation des sols de la commune en 2018 (CLC).

## Toponymie
Le nom de la localité est attesté sous la forme latine De Aspremonte  en l'an 1060 dans le cartulaire de Gorze.
La compréhension de ce toponyme ne pose aucune difficulté et trouve origine dans un « mont âpre », difficile, peu fertile...
Le 9 avril 1962, Apremont est renommé Apremont-la-Forêt. La forêt permet de différencier ce toponyme des multiples autres Apremont sur le territoire français.

## Histoire

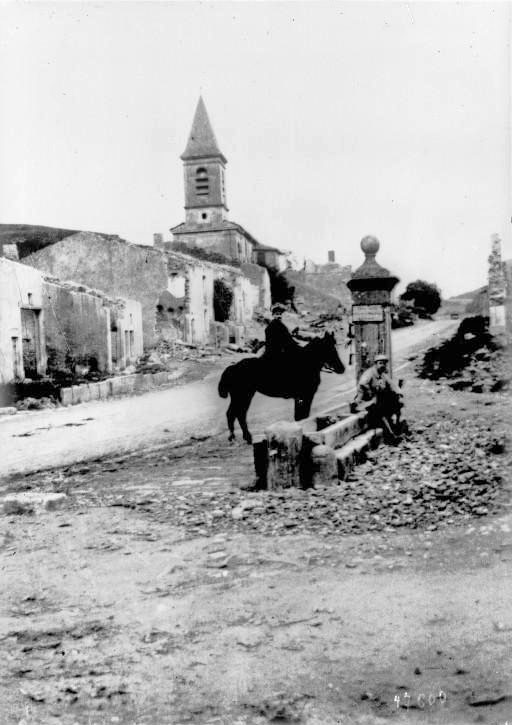
Marbotte en 1916.

En 1285, Geoffroi d'Âpremont est l'un des héros du Tournoi de Chauvency.
En 1387, le village est le chef-lieu du comté d'Apremont, alors très puissant (290 villages en dépendaient). Ce comté est alors dirigé par la famille luxembourgeoise d'Autel. C'est seulement en 1599 qu'il est rattaché au duché de Lorraine.
Ce village fut aussi le siège d'un prieuré et d'une collégiale fondée par les impériaux. Le château fut détruit durant la Première Guerre mondiale en même temps que presque tout le village ; l'aide des Américains et de Belle Skinner, une philanthrope d'Holyoke (Massachusetts), a permis de le reconstruire. Une adduction d'eau a été installée grâce à l'administration municipale d'Holyoke en 1922. En honneur de cette aide, le village a renommé sa place principale, « Place d'Holyoke », et sa route principale « Rue Belle Skinner ». En retour, la ville d'Holyoke a renommé une route construite par les soldats américains « Apremont Highway ».
Le village au pied des Côtes de Meuse  s'appelait Tigéville, dominé par le château d'Apremont entouré de maisons.
Durant la Première Guerre mondiale, le village fut entièrement détruit puis reconstruit. Ce fut un point stratégique du saillant de Saint-Mihiel.
Ont combattu durant les combats en forêt d'Apremont les : 10e RI, 13e RI, 27e RI, 29e RI, 33e RI, 34e RI, 56e RI,134e RI, 171e RI, 172e RI, 210e RI, 227e RI, 372e RI, 16e RCC, 1er RA, 37e RA, 48e RA et 4e RG.

### Maison d'Apremont
Le château d'Apremont est reconstruit au XIIe siècle par les sires d'Aspremont-Briey sur une éminence isolée non loin de Commercy. Il fut le chef-lieu d'une baronnie qui relevait de l'évêché de Metz. Au faîte de sa gloire cette baronnie comprenait environ 280 villes et villages.

## Politique et administration
Le 1er janvier 1973, Apremont-la-Forêt fusionne avec Liouville, Marbotte et Saint-Agnant-sous-les-Côtes, sous le régime de la fusion-association.
| Période                                  | Période   | Identité                                          | Étiquette | Qualité                                              |
| ---------------------------------------- | --------- | ------------------------------------------------- | --------- | ---------------------------------------------------- |
| Les données manquantes sont à compléter. |           |                                                   |           |                                                      |
| 19XX                                     | 19XX      | Charrois                                          |           | Maire en 1922 lors de l'inauguration de la fontaine. |
| mars 2008                                | mars 2014 | René Huret                                        | se        |                                                      |
| mars 2014                                | En cours  | Lionel Plantegenet Réélu pour le mandat 2020-2026 |           |                                                      |

## Population et société

### Démographie
Les habitants sont nommés les Asperomontais.

#### Évolution démographique
L'évolution du nombre d'habitants est connue à travers les recensements de la population effectués dans la commune depuis 1793. Pour les communes de moins de 10 000 habitants, une enquête de recensement portant sur toute la population est réalisée tous les cinq ans, les populations de référence des années intermédiaires étant quant à elles estimées par interpolation ou extrapolation. Pour la commune, le premier recensement exhaustif entrant dans le cadre du nouveau dispositif a été réalisé en 2005.

En 2022, la commune comptait 425 habitants, en évolution de +6,78 % par rapport à 2016 (Meuse : −4,4 %, France hors Mayotte : +2,11 %).
| 1793 | 1800 | 1806 | 1821 | 1831 | 1836 | 1841 | 1846 | 1851 |
| ---- | ---- | ---- | ---- | ---- | ---- | ---- | ---- | ---- |
| 383  | 566  | 604  | 592  | 670  | 719  | 725  | 697  | 717  |

| 1856 | 1861 | 1866 | 1872 | 1876 | 1881 | 1886 | 1891 | 1896 |
| ---- | ---- | ---- | ---- | ---- | ---- | ---- | ---- | ---- |
| 658  | 658  | 674  | 620  | 649  | 587  | 601  | 566  | 557  |

| 1901 | 1906 | 1911 | 1921 | 1926 | 1931 | 1936 | 1946 | 1954 |
| ---- | ---- | ---- | ---- | ---- | ---- | ---- | ---- | ---- |
| 560  | 511  | 527  | 212  | 251  | 218  | 234  | 199  | 190  |

| 1962 | 1968 | 1975 | 1982 | 1990 | 1999 | 2005 | 2006 | 2010 |
| ---- | ---- | ---- | ---- | ---- | ---- | ---- | ---- | ---- |
| 179  | 159  | 326  | 284  | 342  | 337  | 388  | 391  | 402  |

| 2015 | 2020 | 2022 | - | - | - | - | - | - |
| ---- | ---- | ---- | - | - | - | - | - | - |
| 396  | 422  | 425  | - | - | - | - | - | - |

## Culture locale et patrimoine

### Lieux et monuments

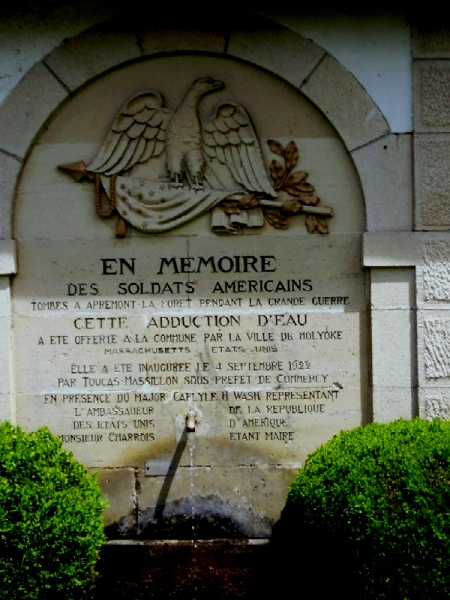
Un mémorial pour les soldats américains de la division d'infanterie, et de la ville d'Holyoke, qui a offert une adduction d'eau pour le village.

Dans le massif boisé séparant les communes de Marbotte et Liouville, a été construit entre juin 1876 et septembre 1878 le fort de Liouville appartenant à la  ligne de défense reliant Toul à Verdun. L'édifice est renforcé entre 1892 et 1910. À partir du 23 septembre 1914, les troupes allemandes bombardent le fort avec des obus de gros calibre. Une des deux tourelles, équipée d'un canon de 155 mm, est endommagée le 27. L'arrivée du 8e corps permet au gouverneur du fort de donner l'ordre d'évacuer le 30 septembre. Mis hors d'usage après huit jours de bombardements, le fort ne servira plus que de poste d'observation jusqu'en 1918 où la tourelle restée intacte apportera son soutien aux troupes américaines lors de la reprise du saillant de Saint-Mihiel.
La restauration du fort a été entreprise par l'« Association de Sauvegarde du Fort de Liouville ». Des visites sont organisées tous les troisièmes dimanches de chaque mois d’avril à fin octobre ou sur rendez-vous.

### Édifices religieux
- Église de la Nativité-de-la-Sainte-Vierge à Apremont-la-Forêt, construite en 1723, détruite au cours de la Première Guerre mondiale et reconstruite en 1926.
- Église Saint-Agnant à Saint-Agnant-sous-les-Côtes, XIXe siècle reconstruite en 1931.
- Église de la Translation-de-Saint-Nicolas à Liouville, XIXe siècle.
- Église Saint-Gérard à Marbotte, XIXe siècle.
- Commanderie de Marbotte[28], ancienne commanderie des Templiers, puis des Hospitaliers de Marbotte,  Inscrit MH (1994)[29] avec chapelle du début du XIIIe siècle, bâtiments conventuels de la fin du XVe siècle-début XVIe siècle, ferme et clôture des XVIIe siècle et XVIIIe siècle - (privé).

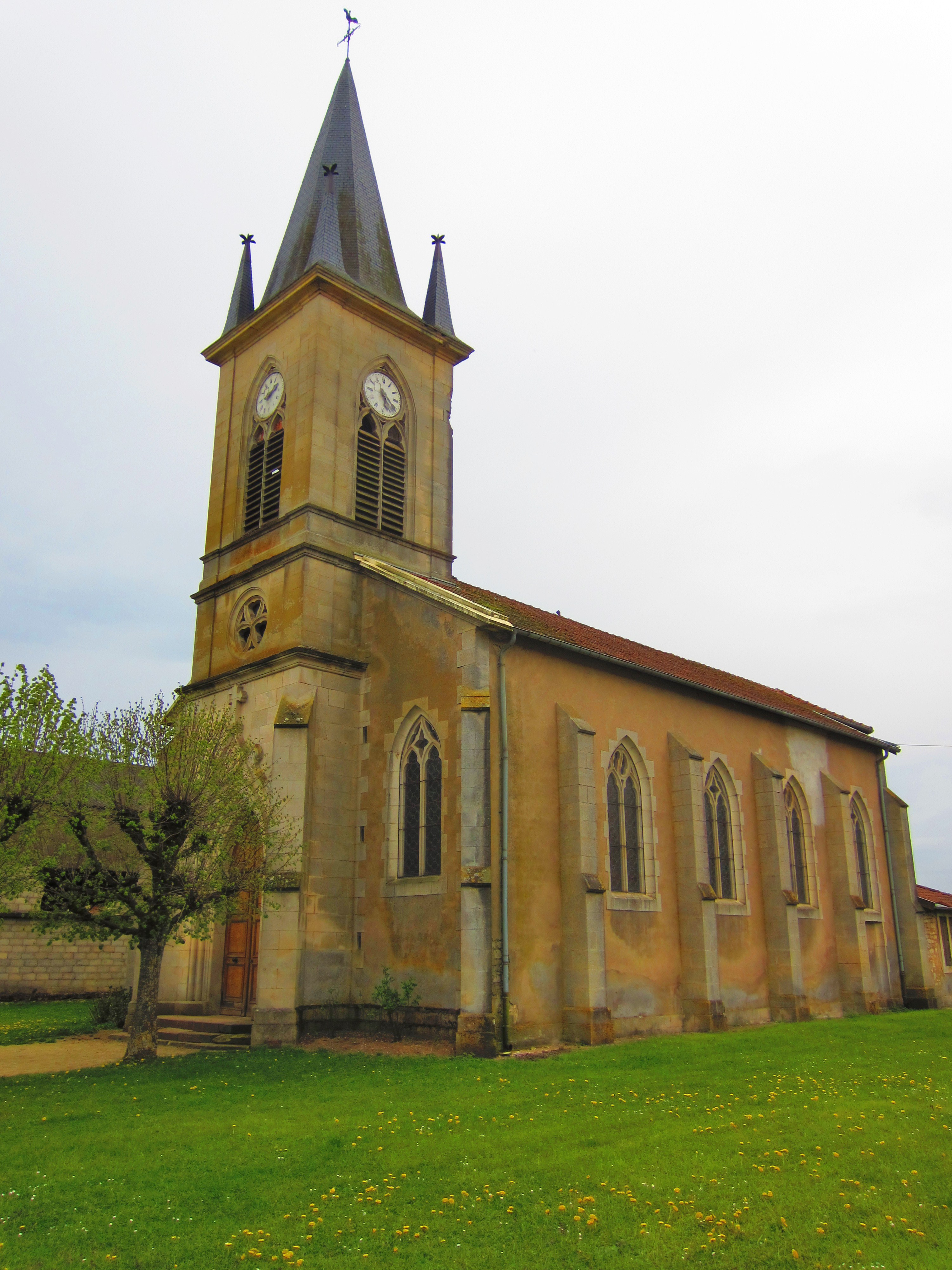
Église Saint-Agnant de Saint-Agnant-sous-les-Côtes.
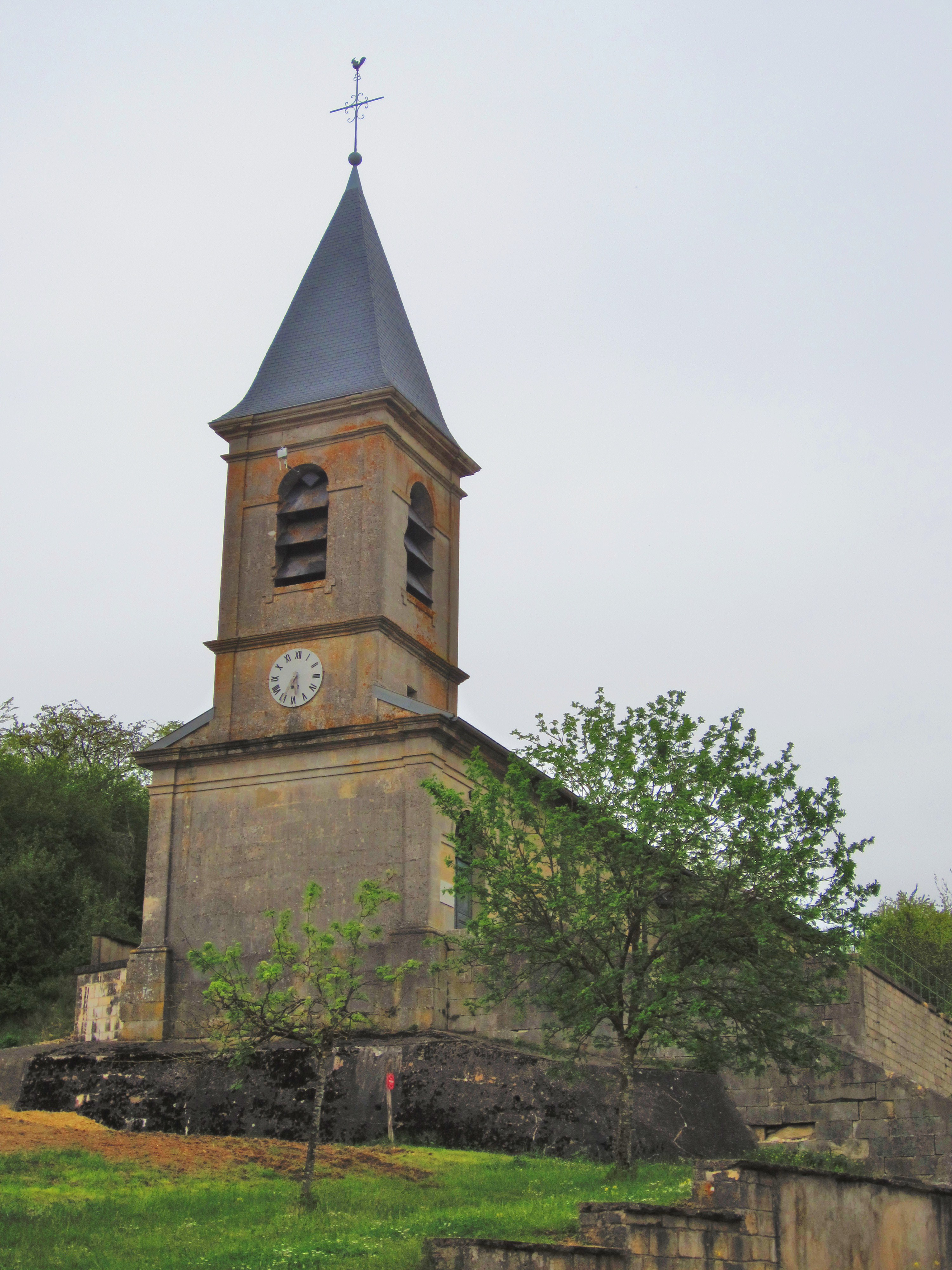
Église Saint-Gérard de Marbotte.

### Personnalités liées à la commune
- Jean Ier d'Apremont : évêque de Metz au XIIIe siècle.
- Jean Nicolas (1765-1833), général des armées de la Révolution et de l'Empire, né à Saint-Agnant-et-Marbotte, décédé à Belleville (Paris).
- Jo Schlesser (1928-1968), ancien pilote de F1, est né à Liouville, petit village faisant partie de la commune d'Apremont-la-Forêt.

### Héraldique
| Blason de Apremont-la-Forêt | Blason  | Écartelé : au 1er de gueules à la croix d'argent, au 2e d'or à l'enceinte carrée bastionnée aux angles, vue de dessus, de gueules, au 3e d'or à la mitre de gueules chargée d'un cœur-de-lys d'argent boutonné de gueules, au 4e d'argent à la croix pattée de gueules. |
| Blason de Apremont-la-Forêt | Détails | Création Robert André Louis et Dominique Lacorde. Adopté le 18 septembre 2018. |

| Blason | Blasonnement : De gueules à la croix d'argent. Commentaires : Telles sont les armoiries de Geoffroi décrites par Jacques Bretel lors du Tournoi qui eut lieu à Chauvency-le-Château. Ce seigneur avait épousé Isabelle de Quiévrain. |

| Blason | Blasonnement : De gueules à croix d'argent chargée de 5 coquilles de sable. Commentaires : Armes de Thomas d'Âpremont, frère de Geoffroi, époux de Jeanne de Quiévrain. |